# Pyrrhura picta
Pyrrhura picta е вид птица от семейство Папагалови (Psittacidae).

## Разпространение
Видът е разпространен в Бразилия, Венецуела, Гвиана, Суринам и Френска Гвиана.